# Carlos Caraza
Carlos Caraza (Chincha Alta, Provincia de Chincha, Perú, 14 de noviembre de 1985) es un futbolista peruano. Juega como lateral derecho y su equipo actual es Nacional Foot Ball Club de la Copa Perú. Tiene 36 años.

## Trayectoria
Jugador profesional, quien en sus inicios jugaba Copa Perú, sobre todo en la región Ica, pasando por equipos importantes de la región, tales como: Sport Victoria, Defensor Zarumilla y Santos F.C.
Su debut en el fútbol profesional fue en el año 2013, jugando por el Sport Victoria quien era el nuevo inquilino de la Segunda División de Perú.

## Clubes
| Club                         | País | Año         |
| ---------------------------- | ---- | ----------- |
| Deportivo San Juan           | Perú | 2000 - 2001 |
| Juventud Barrios Altos       | Perú | 2002        |
| Domingo Dianderas FC         | Perú | 2003        |
| Mayta Capac Bombones         | Perú | 2004        |
| Abraham Valdelomar           | Perú | 2005        |
| Sport Victoria               | Perú | 2006        |
| Abraham Valdelomar           | Perú | 2007-2008   |
| Deportivo Municipal (Acoria) | Perú | 2008        |
| Abraham Valdelomar           | Perú | 2009        |
| Defensor Zarumilla           | Perú | 2009        |
| Municipal de Huamanga        | Perú | 2009        |
| Sport Victoria               | Perú | 2010        |
| Defensor Zarumilla           | Perú | 2011        |
| Juventud Simón Rodríguez     | Perú | 2012        |
| Independiente Saravia        | Perú | 2012        |
| Santos F. C.                 | Perú | 2012        |
| Municipal de Santillana      | Perú | 2013        |
| Sport Victoria               | Perú | 2013        |
| Alianza Universidad          | Perú | 2015        |
| Sport Victoria               | Perú | 2016        |
| Cienciano                    | Perú | 2017        |
| Binacional                   | Perú | 2018        |
| Sport Huancayo               | Perú | 2019 - 2020 |
| Cusco FC                     | Perú | 2020        |
| Binacional                   | Perú | 2021 - 2022 |
| Deportivo Garcilaso          | Perú | 2023        |
| Nacional FBC                 | Perú | 2024 -      |